# Anaceratagallia flavida
Anaceratagallia flavida är en insektsart som beskrevs av Mitjaev 1969. Anaceratagallia flavida ingår i släktet Anaceratagallia och familjen dvärgstritar. Inga underarter finns listade i Catalogue of Life.